# Пушбол

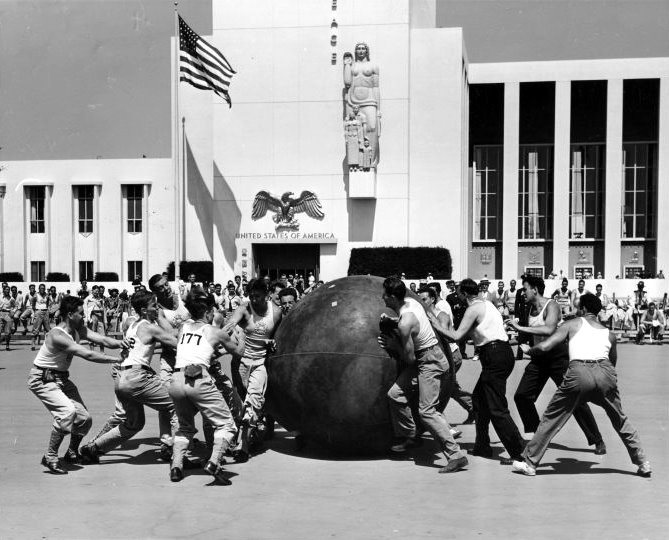
Пушбол. 1939 р. Грають нью-йоркські полісмени і пожежники.

Пушбо́л (від англ. pushball, дослівно укр. «штовханий м'яч») — це двостороння силова гра на трав'яному полі 128 х 45,7 м з м'ячем завбільшки 1,83 м в поперечнику й вагою 22,7 кг. У команді зазвичай 11 гравців: 5 нападників, два лівофлангові, два правофлангові й два воротарі. Ворота — це два стояки заввишки 5,5 м, віддаль між якими 6,1 м, і поперечина, прикріплена на висоті 2,14 м від землі. Матч складається з двох таймів і перерви на відпочинок. Мета гри полягає в тому, щоб домогтися переможного рахунку, набравши якнайбільше очок. Проштовхнути м'яч у ворота суперників над поперечиною — за це нараховують вісім очок, під поперечиною — п'ять очок. Приземлити м'яч за воротами суперників — за це нараховують два очки.
 У 1891-му цю гру винайшов американець M. Ґ. Крейн із Ньютона (штат Массачусетс), й наступного року її перейняли в Гарвардському університеті. У Великій Британії перший матч відбувся 1902 року на стадіоні «Крайстел пелес» між командами, що налічували по вісім учасників.
Англійські правила гри трохи відрізняються від прийнятих у США.
Пушбол на конях (його ще звали гуфболом) запровадили у 1902-му члени нью-йоркської Дерландської верхової академії, а згодом у цей різновид грали також у Великій Британії. У цьому варіанті змагаються на полі 300 х 150 м. На протилежних кінцях поля ставлять ворота, трохи більші, ніж футбольні, з гнучкою поперечиною, прикріпленою вище від голови вершника. Штрафний майданчик має форму півкруга, він утричі ширший, ніж ворота. Грають гумовим м'ячем з діаметром 130—156 см, поміщеним у шкіряну чи брезентову покришку. В кожній із двох команд є шість гравців і два воротарі. Під час гри належить закотити м'яч у ворота суперників, не порушуючи меж штрафного майданчика. Перемагає команда, що закотить більшу кількість голів. М'яч штовхає кінь. Вершник не має права доторкатися до м'яча.
Тривалість гри — два тайми по 10 хвилин і 10-хвилинна перерва. Судять два арбітри на флангах і секундометрист. Гравцям забороняється:
- заїжджати за бокову лінію й забивати звідти м'яч;
- перетинати лінію штрафного майданчика;
- збивати коней із ходу;
- бити коней і вершників.

За порушення правил призначають штрафний удар по незахищених воротах або видалення гравця з поля на певний час — аж до кінця гри.
Пушбол був дуже поширений у 1920—1930-х роках. Тепер це маловідома гра. Останнім часом були спроби відродити її в Уфі, Іркутську, Пардубіце й Таллінні.